# Міусово
Міусово (рос. Миусово) — село у Даниловському районі Волгоградської області Російської Федерації.
Населення становить 187 осіб. Входить до складу муніципального утворення Даниловское городское поселение.

## Історія
Село розташоване у межах українського історичного та культурного регіону Жовтий Клин.
Згідно із законом від 22 грудня 2004 року № 1058-ОД у 2004-2019 роках органом місцевого самоврядування було Міусовське сільське поселення. Від 2019 року підпорядковується Даниловському міському поселенню.

## Населення
| 2010 |
| ---- |
| 187  |